# 1938 en el cinema

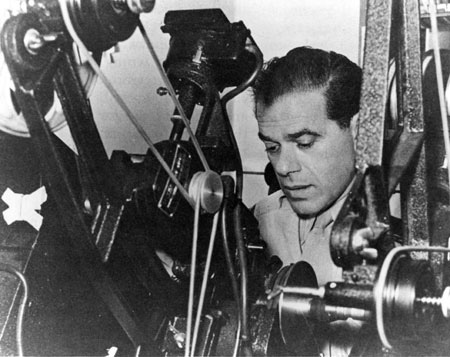
Frank Capra va obtenir l'Oscar al millor director de 1938.

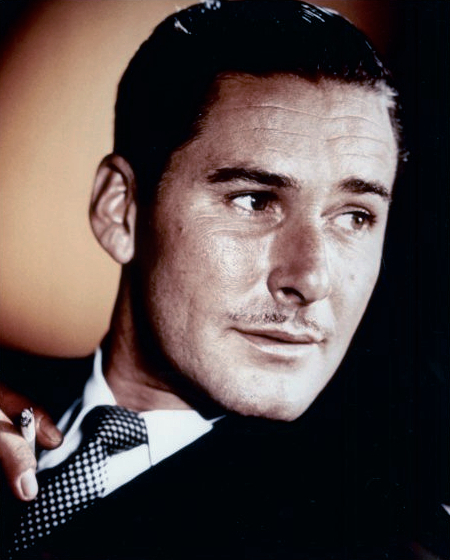
Errol Flynn va actuar a la pel·lícula Les aventures de Robin Hood de l'any 1938; la coprotagonista era Olivia de Havilland.

En el món del cinema, el 1938 van passar alguns fets dignes d'esment:

## Pel·lícules més taquilleres
- Estats Units:

## Oscars
- Millor pel·lícula: You Can't Take It With You - Columbia
- Millor director: Frank Capra - You Can't Take It With You
- Millor actor: Spencer Tracy - Boys Town estrenada a Espanya com a: la Ciudad de los Muchachos
- Millor actriu: Bette Davis - Jezebel